# Уайтфилд (тауншип, Миннесота)
Уайтфилд (англ. Whitefield) — тауншип в округе Кандийохай, Миннесота, США. На 2000 год его население составило 571 человек.

## География
По данным Бюро переписи населения США площадь тауншипа составляет 93,8 км², из которых 91,4 км² занимает суша, а 2,4 км² — вода (2,59 %).

## Демография
По данным переписи населения 2000 года здесь находились 571 человек, 194 домохозяйства и 156 семей.  Плотность населения —  6,2 чел./км².  На территории тауншипа расположена 201 постройка со средней плотностью 2,2 построек на один квадратный километр. Расовый состав населения: 98,25 % белых, 0,18 % афроамериканцев, 0,35 % азиатов, 0,53 % c Тихоокеанских островов, 0,35 % — других рас США и 0,35 % приходится на две или более других рас. Испанцы или латиноамериканцы любой расы составляли 1,05 % от популяции тауншипа.
Из 194 домохозяйств в 44,3 % воспитывались дети до 18 лет, в 69,6 % проживали супружеские пары, в 5,7 % проживали незамужние женщины и в 19,1 % домохозяйств проживали несемейные люди. 13,4 % домохозяйств состояли из одного человека, при том 5,2 % из — одиноких пожилых людей старше 65 лет. Средний размер домохозяйства — 2,94, а семьи — 3,27 человека.
32,9 % населения — младше 18 лет, 7,2 % — в возрасте от 18 до 24 лет, 26,6 % — от 25 до 44, 22,8 % — от 45 до 64, и 10,5 % — старше 65 лет. Средний возраст — 35 лет. На каждые 100 женщин приходилось 111,5 мужчин.  На каждые 100 женщин старше 18 приходилось 105,9 мужчин.
Средний годовой доход домохозяйства составлял 44 375 долларов, а средний годовой доход семьи —  46 597 долларов. Средний доход мужчин —  29 500  долларов, в то время как у женщин — 21 635. Доход на душу населения составил 20 288 долларов. За чертой бедности находились 2,4 % семей и 4,3 % всего населения тауншипа, из которых 4,0 % младше 18 и 2,9 % старше 65 лет.